# Глебов, Виталий Иванович
Виталий Иванович Глебов — советский хозяйственный, государственный и политический деятель.

## Биография
Родился в 1938 году. Член КПСС с 1960 года.
Образование высшее (окончил Кишиневский сельскохозяйственный институт)
С 1956 года — на хозяйственной, общественной и политической работе.
- В 1956—1957 гг. — бригадир-виноградарь винодельческих совхозов «Калининский» и «Жуковский» Донского шампанкомбината Семикаракорского района Ростовской области.[1]
- В 1964—1972 гг. — агроном, секретарь партийного комитета учебного хозяйства «Криуляны» Кишиневского сельскохозяйственного института им. М. В. Фрунзе, заместитель начальника Криулянского районного производственного управления сельского хозяйства, главный государственный инспектор по закупкам и качеству сельскохозяйственных продуктов по Криулянскому району.[1]
- В 1972—1973 гг. — секретарь Дубоссарского райкома Компартии Молдавии.[1]
- В 1973—1976 гг. — председатель Слободзейского районного совета колхозов.[1]
- В 1976—1978 гг. — первый секретарь Котовского райкома Компартии Молдавии.[1]
- В 1978—1980 гг. — председатель Вулканештского районного совета колхозов.[1]
- В 1980—1985 гг. — первый секретарь Тараклийского райкома Компартии Молдавии.[1]
- В 1985—1988 гг. — председатель Госагропрома Молдавской ССР.[1]
- В 1988—1991 гг. — первый секретарь Тираспольского районного комитета КПМ.[2]

C 1991 гг. — министр сельского хозяйства Приднестровья, Председатель Палаты Представителей ВС ПМР, Председатель Республиканского комитета профсоюзов работников АПК Молдавии, Председатель Общественной палаты ПМР
Избирался депутатом Верховного Совета Молдавской ССР 9-12-го созывов. Делегат XXVII съезда КПСС.
Умер в Тирасполе в 2022 году.